# Guerra cayuse
La guerra cayuse fu un conflitto armato svoltosi negli Stati Uniti nordoccidentali dal 1847 al 1855 tra i nativi Cayuse della regione e gli Stati Uniti d'America. Causata in parte dalle malattie e dai coloni nella regione, la scintilla che la fece scoppiare fu nel 1847 il massacro Whitman presso la missione Whitman nei pressi dell'attuale Walla Walla, quando 14 persone furono uccise. Negli anni seguenti il governo temporaneo dell'Oregon e lo United States Army combatterono con i nativi americani stanziati ad est delle cascate. Fu la prima di numerose guerre tra i nativi americani ed i coloni europeo-americani nella regione che portarono alla firma di numerosi trattati ed alla creazione di riserve indiane.

## Contesto storico
Nel 1836 due missionari, Marcus e Narcissa Whitman, fondarono la missione Whitman tra gli indiani Cayuse a Waiilatpu, 10 km ad ovest dell'attuale Walla Walla. Oltre ad evangelizzare, i missionari fondarono scuole e mulini ed introdussero l'irrigazione dei campi. Il loro lavoro proseguì lentamente fino al 1842, quando Marcus Whitman convinse l'American Board of Commissioners for Foreign Missions a fornire sostegno. Ritornando l'anno dopo, si unì a circa 1 000 coloni che si stavano dirigendo in Oregon.
L'improvviso afflusso di coloni bianchi portò all'inasprimento delle tensioni tra nativi e coloni, spesso dovute a incomprensioni e ostilità reciproche. Ad esempio i Cayuse ritenevano che arare il terreno dissacrasse lo spirito della terra. I coloni, essendo agricoltori, ovviamente non lo accettavano. I Cayuse si aspettavano un pagamento per le carovane che attraversavano il loro territorio e per il fatto che i coloni si nutrivano del cibo selvatico da cui la tribù dipendeva. I coloni non lo capirono e cacciarono gli uomini che esigevano il pagamento, credendo che si trattasse di mendicanti.
I nuovi coloni portarono con sé delle malattie. Nel 1847 un'epidemia di morbillo uccise metà della popolazione Cayuse. I Cayuse ritennero responsabile Marcus Whitman (medico e capo religioso, quindi per loro uno sciamano) per le morti subite. In cerca di vendetta, i Cayuse attaccarono la missione Whitman il 29 novembre 1847. Quattordici coloni furono uccisi, compresi entrambi i Whitman. Molti edifici di Waiilatpu furono distrutti. Oggi il sito è un parco nazionale storico. Per molte settimane 53 donne e bambini furono tenuti prigionieri prima di venire liberati.
Questo evento divenne famoso come massacro Whitman, e diede il via alla guerra Cayuse.

## Guerra
La legislatura provvisoria dell'Oregon ed il governatore George Abernethy chiesero un'"azione immediata e tempestiva" e autorizzarono il reclutamento di compagnie di volontari per iniziare una guerra, se necessario, contro i Cayuse. Cinquanta volontari furono subito assoldati e mandati a The Dalles con Henry A. G. Lee. Chiamati fucilieri dell'Oregon, si formarono l'8 dicembre 1847 e si riunirono a Fort Vancouver il 10 dicembre dove acquistarono provviste presso la Compagnia della Baia di Hudson (HBC). La HBC non fece credito al governo provvisorio, per cui i volontari chiesero dei crediti personali per l'acquisto di rifornimenti aspettandosi di venire rimborsati dal governo in un secondo tempo. Il gruppo avrebbe dovuto proteggere la missione metodista di Wascopam a The Dalles impedendo a qualsiasi gruppo ostile di raggiungere la Willamette Valley. Inoltre il governatore nominò una commissione di pace composta da Joel Palmer, Lee e Robert Newell.
I fucilieri dell'Oregon marciarono fino a The Dalles, giungendovi il 21 dicembre. Al loro arrivo cacciarono un gruppo di nativi, ma non prima che questi rubassero 300 capi di bestiame. I soldati costruirono una palizzata e chiamarono la fortificazione Fort Lee in onore del comandante, anche se la piccola fortezza fu chiamata anche Fort Wascopam. Nel gennaio 1848 un gruppo di 500 milizie guidate dal colonnello Cornelius Gilliam (che non approvava la commissione di pace) marciò contro i Cayuse ed altre tribù dell'Oregon centrale. Giunsero a Fort Lee a febbraio, e si spinsero ad est verso la missione Whitman. Il 4 marzo gli uomini raggiunsero la missione dopo una battaglia a Sand Hollows. Dopo aver raggiunto la missione il colonnello Gilliam programmò un ritorno a The Dalles con una parte degli uomini per recuperare i rifornimenti prima di proseguire per Oregon City e fare un resoconto al governatore. Lungo il viaggio Gilliam fu accidentalmente ucciso nell'accampamento, e Lee proseguì per Oregon City con il corpo di Gilliam. Lee fu promosso colonnello, ma al ritorno al fronte diede le dimissioni da colonnello restando ufficiale, dopo aver addestrato le truppe ed aver nominato tenente colonnello James Waters.
Le milizie furono in seguito sostenute dallo United States Army. Alcuni Cayuse si rifiutarono inizialmente di firmare la pace e razziarono insediamenti isolati mentre altri, considerati amici dei coloni, cercarono di negoziare con la commissione dei bianchi. Le milizie, infuriate per gli assalti subiti, provocarono sia gli indiano ostili che quelli amichevoli. Molti Cayuse resistettero, ma non furono in grado di fare una vera opposizione alla potenza di fuoco nemica, e furono cacciati sulle Blue Mountains.
Nel 1850 la tribù consegnò cinque membri (Tilaukaikt, Tomahas, Klokamas, Isaiachalkis e Kimasumpkin) da processare per l'omicidio dei Whitman. I cinque Cayuse furono condannati da una commissione militare ed impiccati il 3 giugno 1850. L'impiccagione fu eseguita dal maresciallo Joseph Meek.
Ultima arringa difensiva di Kimasumpkin:
(Washington State History Museum)
Questo non pose fine al conflitto, e sporadici assalti continuarono per altri cinque anni finché i Cayuse non furono definitivamente sconfitti nel 1855.

## Conseguenze
Dopo la sconfitta subita i Cayuse erano drasticamente ridotti di numero. Nel 1855 vendettero buona parte della loro terra, trasferendosi in una riserva con gli Umatilla e gli Walla Walla.
La guerra ebbe importanti conseguenze a lungo termine per la regione. Convinse il governo statunitense a perseguire una politica di trattati di pace con molte tribù del Pacifico nordoccidentale.